# Clelea albicilia
Clelea albicilia es una especie de polilla de la familia Zygaenidae.
Fue descrita científicamente por Inoue en 1976.